# TEMPEST

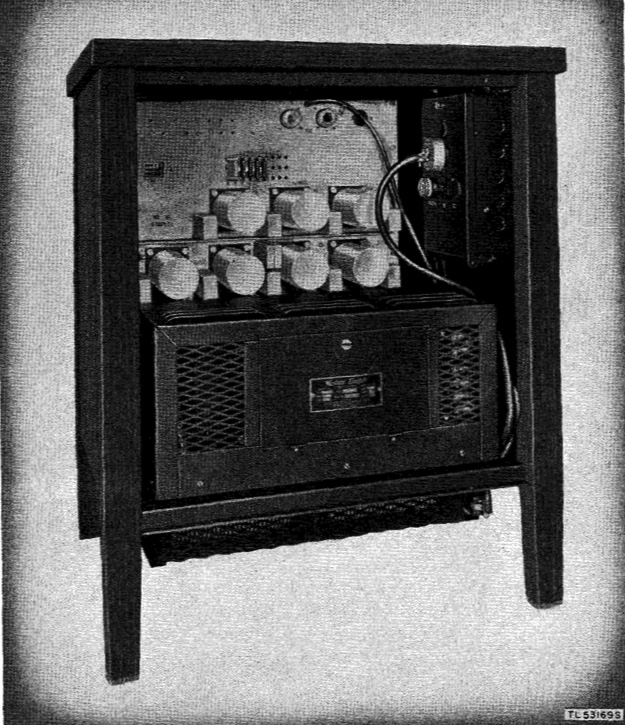
El mezclador Bell 131B2, utilizado para convertir en XOR exclusivo señales de teleimpresora con cintas de un solo uso, fue el primer dispositivo del que se extrajo texto plano clasificado utilizando señales radiadas.

TEMPEST (Telecommunications Electronics Materials Protected from Emanating Spurious Transmissions en español Materiales electrónicos de telecomunicaciones protegidos contra transmisiones espurias emisoras) es una especificación de la Agencia de Seguridad Nacional de los EE. UU. y una certificación de la OTAN refiriéndose al espionaje de los sistemas de información a través de emanaciones filtradas, incluidas señales de radio o eléctricas no intencionales, sonidos, y vibraciones. Los métodos de recepción caen bajo el paraguas de la radiofrecuencia MASINT.

## Descripción
Los métodos de la NSA para espiar las emisiones de las computadoras están clasificados, pero algunos de los estándares de protección han sido publicados por la NSA o el Departamento de Defensa. La protección de los equipos contra el espionaje se realiza con distancia, blindaje, filtrado y enmascaramiento. Los estándares TEMPEST establecen elementos como la distancia del equipo a las paredes, la cantidad de blindaje en edificios y equipos, y la distancia que separa los cables que transportan materiales clasificados de los no clasificados, filtros en los cables e incluso la distancia y el blindaje entre cables o equipos y tuberías de edificios. El ruido también puede proteger la información enmascarando los datos reales.
Si bien gran parte de TEMPEST trata sobre la filtración de emanaciones electromagnéticas de Van Eck, también abarca sonidos y vibraciones mecánicas. Por ejemplo, es posible registrar las pulsaciones de teclas de un usuario utilizando el sensor de movimiento dentro de los teléfonos inteligentes. Las emisiones comprometedoras se definen como señales portadoras de inteligencia no intencionales que, si se interceptan y analizan (ataque de canal lateral), pueden revelar la información transmitida, recibida, manejada o procesada de otro modo por cualquier equipo de procesamiento de información.

## Controversia
Según Ted Gunderson, el FBI y otras agencias de inteligencia estadounidenses son responsables del fenómeno del gang stalking, cuyas pruebas se recogen en expedientes relacionados con el programa Echelon, el  Carnivore System, los Sistemas TEMPEST y en los Sistemas Narus.